# Louis Naidorf
Louis Murray Naidorf (* 15. August 1928 in Los Angeles, Kalifornien) ist ein US-amerikanischer Architekt und Hochschullehrer.

## Leben
„Lou“ Naidorf, Sohn des aus Spanien eingewanderten Jack (Jacob) Naidorf (1893–1974) in West Los Angeles und dessen in Boston geborener Ehefrau Meriam Berel Abitbol (1904–1985) aus Honolulu, begann schon als kleiner Junge, sich für Architektur zu interessieren. 1946 wurde er Schüler der School of Architecture der University of California, Berkeley. 1950 schloss er das Studium als Master ab. Kurz darauf trat er in das Büro Welton Becket & Associates ein (1988 verschmolzen mit Ellerbe Inc. zu Ellerbe Becket) und blieb dort in den folgenden vier Jahrzehnten bis 1990. 1952 erhielt er die Lizenz zum Architekten, 1959 wurde er Assistant Director of Design, 1970 Director of Research und 1973 Director of Design, schließlich Principal. Von 1977 bis 1979 diente er außerdem als Vorstandsmitglied des Los Angeles Chapters des American Institute of Architects (AIA), ab 1986 im Vorstand des Institute for Garden Studies, Los Angeles.

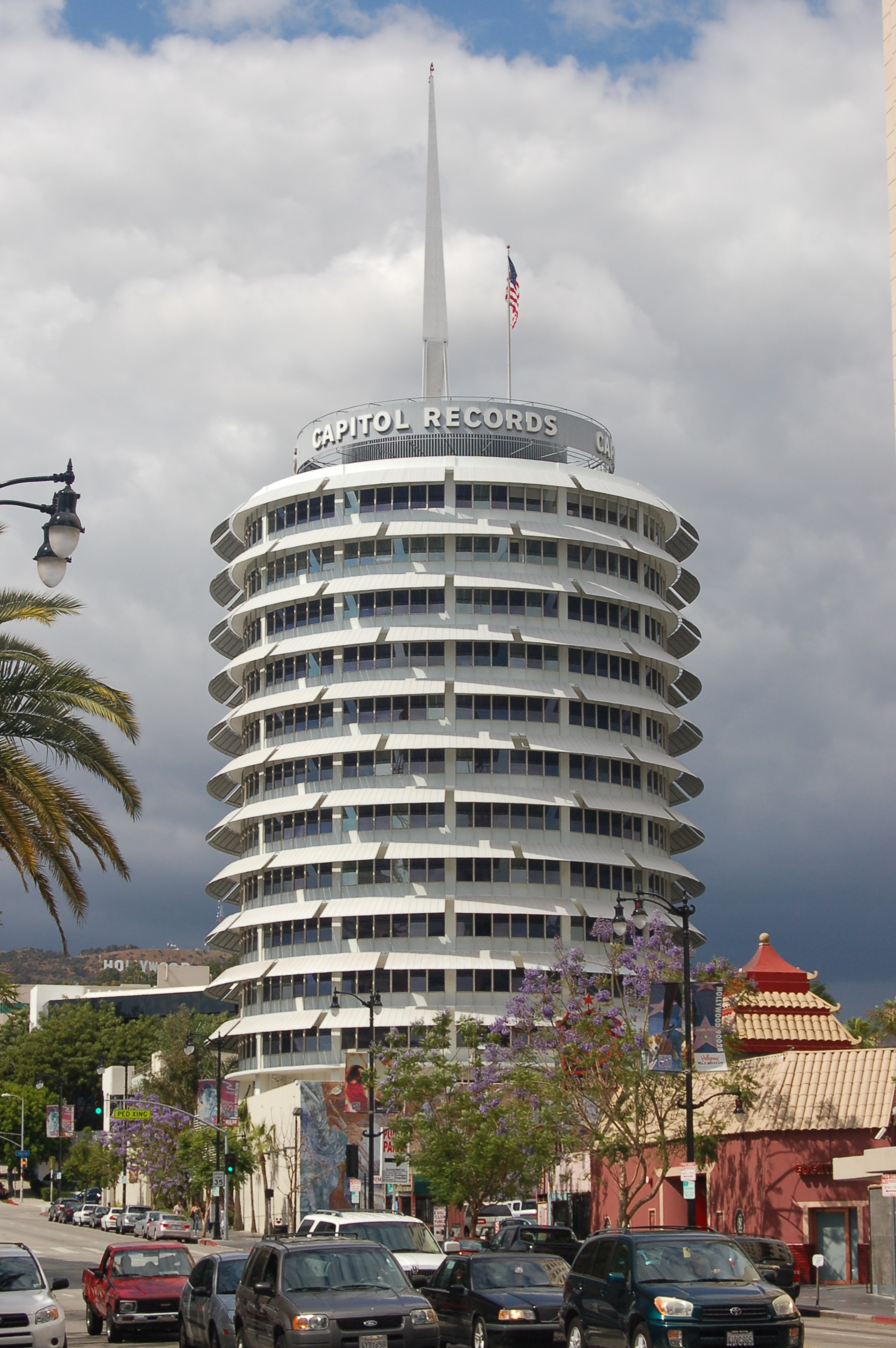
Capitol Records Building

Seit den 1960er Jahren engagierte sich Naidorf in der Architekten-Ausbildung. Unter anderem unterrichtete er an der California Polytechnic State University und der University of Washington. 1990 bis 1994 hatte er eine führende Rolle bei der Erarbeitung des Architektur-Lehrplans der Woodbury University, deren School of Architecture er bis zum Jahr 2000 als Dekan vorsaß.
Naidorfs Werk wurde in Architektur-Zeitschriften rezipiert und im Museum of Modern Art in New York präsentiert. Einige Gebäude wurden als filmische Staffagen populär. Für seine Arbeiten, unter denen das 1956 errichtete Capitol Records Building als Architektur-Ikone des Internationalen Stils der 1950er Jahre und erstes kreisförmig konzipiertes Bürohaus der Welt besonders herausragt, erhielt Naidorf zahlreiche Auszeichnungen, neben 17 regionalen Auszeichnungen den AIA National Honor Award (1985) und den Honor Award for Historic Preservation, darüber hinaus etliche ehrenhafte Erwähnungen. Als erste Auszeichnung wurde ihm 1950 die School of Architecture Medal der University of California verliehen.
1997 ehrte ihn das AIA als Los Angeles’ Educator of the Year, 2009 mit dem Lifetime Achievement Award for Distinguished Service, nachdem es ihn bereits früher als Fellow (FAIA) aufgenommen hatte.
Naidorf war seit 1968 verheiratet mit der Landschaftsarchitektin Patricia R. Allen Naidorf, geborene Shay (1935–2001). Ab 1999 wohnte er mit ihr in Santa Rosa (Kalifornien). Eine zweite Ehe verband ihn mit Sandy A. Chronis, geborene Lewis (1934–2019). 2018 veröffentlichte er seine Memoiren.

## Bauten (Auswahl)

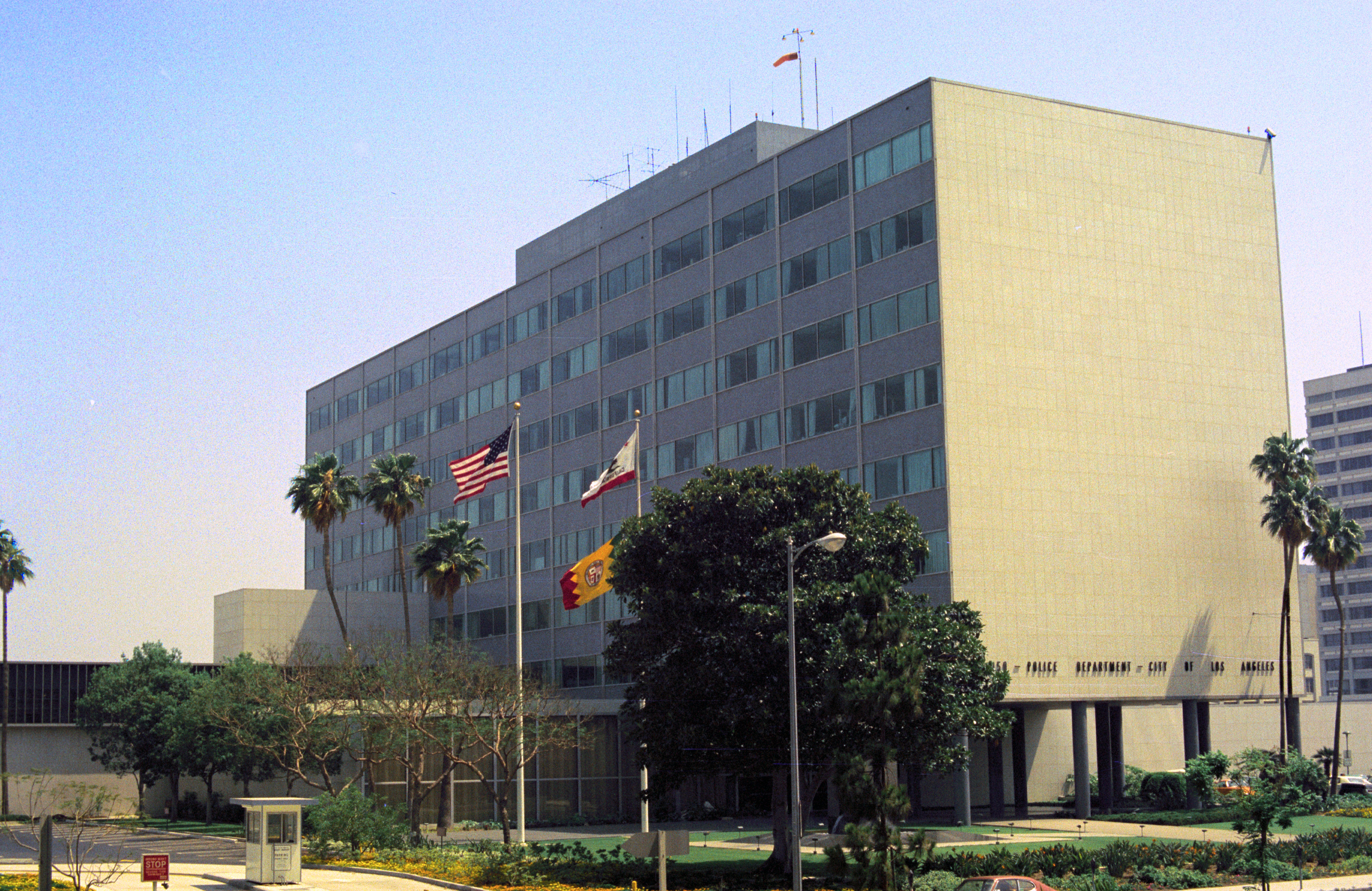
Parker Center/Los Angeles Police Department, 2019 abgerissen

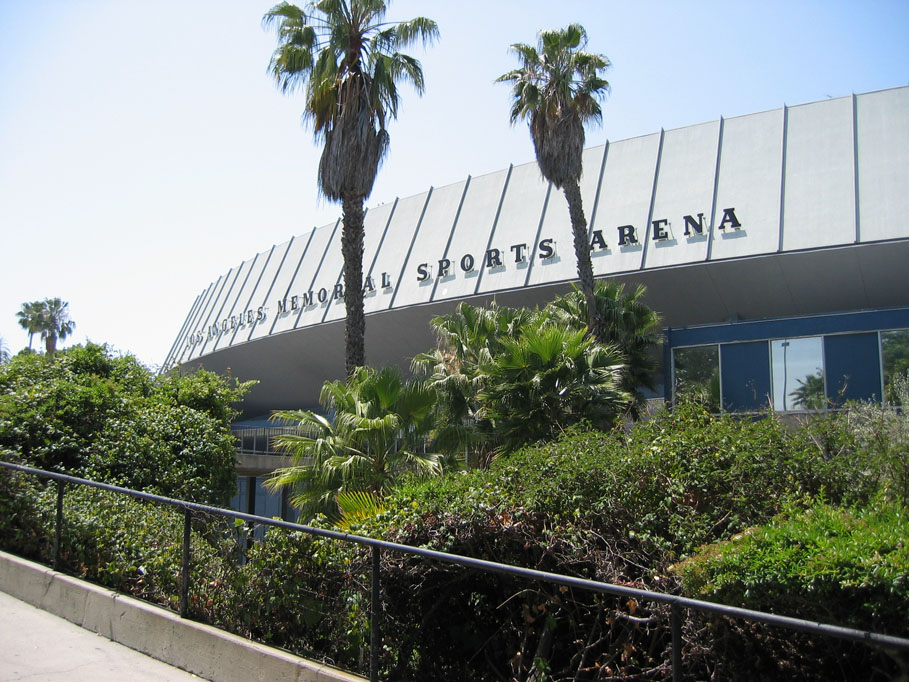
Los Angeles Memorial Sports Arena, 2016 abgerissen

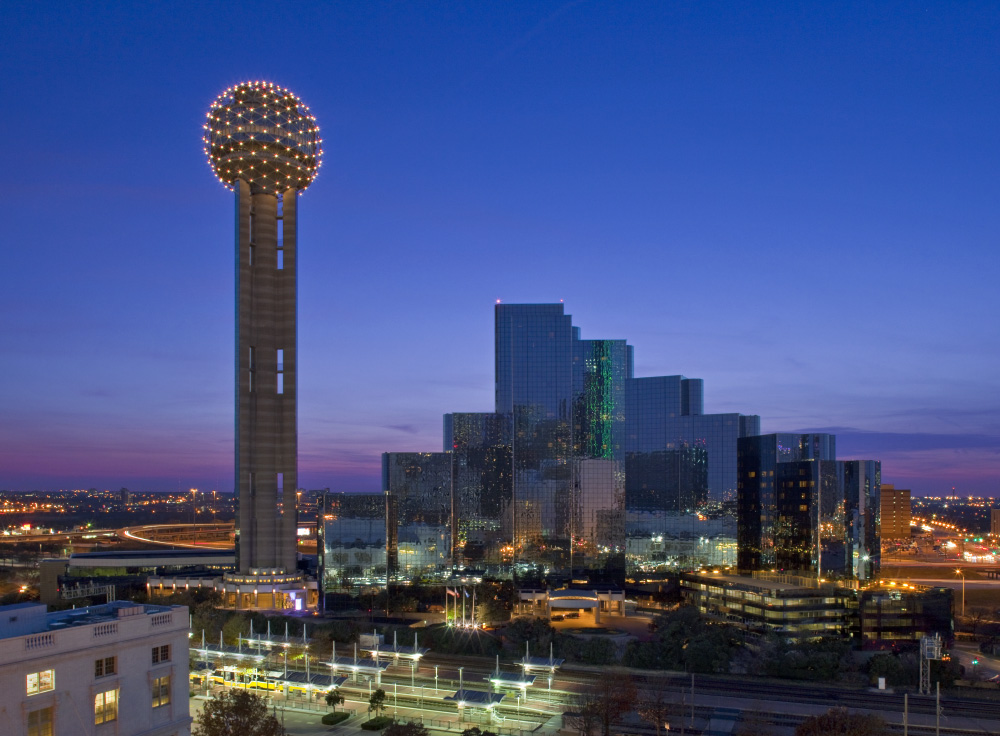
Hyatt Recency Dallas mit Reunion Tower

- Parker Center (Hauptquartier des Los Angeles Police Department von 1954 bis 2009), Downtown, Los Angeles[11][12]
- Capitol Records Building, Hollywood, Los Angeles
- Los Angeles Memorial Sports Arena, South Los Angeles
- Beverly Center, Einkaufszentrum in West Hollywood, Los Angeles
- The Beverly Hilton, Hotel in Beverly Hills, Los Angeles
- Wohnhaus von US-Präsident Gerald Ford in Rancho Mirage
- Hauptverwaltung der Humble Oil and Refining Company (heute Exxon Building), Houston, Texas
- Hallmark Factory, Kansas City, Missouri
- Phoenix Chase Tower (vormals Valley Center and Bank One Center), Phoenix, Arizona
- Hyatt Recency Hotel und Reunion Tower, Dallas[13]
- Los Angeles Metropolitan Detention Center, Downtown, Los Angeles
- Renovierung des California State Capitol, Sacramento

## Schrift
- More Humane. An Architectural Memoir. Story & Pictures, 2018, ISBN 978-0-99656-725-1.